# Encrinus
Encrinus Andreae, 1764 è un genere estinto di echinodermi appartenente ai crinoidi, o gigli di mare. I suoi resti fossili sono stati ritrovati in Europa in strati del Triassico medio e superiore (tra 220 e 205 milioni di anni fa).

## Descrizione
Questa forma fossile possedeva un calice molto sviluppato nel senso della larghezza ma non in quello dell'altezza. Le piastre radiali e brachiali erano disposte su tre cerchi sovrapposti perfettamente; la simmetria pentamera ottenuta da questa disposizione era di notevole eleganza. Le braccia erano robuste, provviste di pinnule e si sdoppiavano alla base. Queste strutture erano disposte l'una accanto all'altra secondo un allineamento parallelo, sviluppandosi notevolmente in senso verticale. Il peduncolo, largo e robusto, era a sezione circolare.

## Fossili
Moltissimi resti fossili di encrino si rinvengono nei sedimenti del Muschelkalk, il calcare conchigliare caratteristico del Triassico medio dell'Europa centrale. Spesso questi fossili si rinvengono completi di calice e braccia. La regione, a quel tempo, era ricoperta da mari poco profondi nei quali proliferarono i crinoidi; i resti di Encrinus e di altri generi affini (come Dadocrinus) sono talmente abbondanti da costituire, in alcuni casi, il componente principale delle rocce. Tra le specie più note di Encrinus, da ricordare E. liliiformis ed E. carnalli. Un encrinide di grandi dimensioni e noto attraverso resti fossili particolarmente abbondanti è Traumatocrinus.